# Rumiana Ebert
Rumiana Ebert (bulgarisch Румяна Еберт, geb. Koschucharowa, bulg. Кожухарова; * 1945 in Plowdiw, Bulgarien) ist eine aus Bulgarien stammende deutsche Schriftstellerin, Herausgeberin, Übersetzerin und Chemikerin.

## Werdegang
Rumiana Ebert emigrierte 1966 nach Deutschland. Sie absolvierte ein Chemiestudium mit Promotion an der TU München sowie ein Studium der Musikwissenschaften an der Universität Heidelberg. Ansässig in Deutschland, hat sie jahrelang als Chemikerin gearbeitet, zuletzt war sie als selbständige Beraterin auf dem Gebiet des geistigen Eigentums in Basel und Berlin tätig.

## Auszeichnungen
- 1992 Mannheimer Kurzgeschichtenpreis
- 1995 Stipendiatin des Süddeutschen Rundfunks im Stuttgarter Schriftstellerhaus
- 1996 Grand Prix de Poesie de la Ville d’Ensisheim
- 2007 Heinrich Vetter Literaturpreis der Stadt Mannheim für Lyrik
- 2024 Anderka Lyrikpreis der Künstlergilde Esslingen

## Werke
als Autorin
- Entgegenkommen: zeitgenössische Gedichte, Kastell Verlag, München 1992, ISBN 3-924592-36-5
- Schnittstellen: lyrische Piktogramme, Kastell Verlag, München 1996, ISBN 3-924592-58-6
- Ecken und Ovale, Gedichte und eine Erzählung mit Gedichten, Wieser Verlag, Klagenfurt 2013, ISBN 3-99029-056-8
- Ecken und Ovale in verlängerter Ausgabe und zweisprachig (Bulgarisch/Deutsch), Canetti Verlag, Russe, 2015
- Ecken und Ovale in verlängerter Ausgabe und zweisprachig (Serbisch/Deutsch), Akademska Knjiga, Novi Sad 2016
- Mitlesebuch135, Gedichte mit Zeichnungen von Jakob Mattner Aphaia Verlag Berlin 2016
- "Reflections in a Well" Gedichte zusammen mit Tzveta Sofronieva, Paekakariki Press London 2019
- Zahlreiche Veröffentlichungen in Zeitschriften, Anthologien, und Zeitungen, wie in Sprache im technischen Zeitalter 206/2013, mehrmals in Lichtungen, Akzente, Sinn und Form, Wortschau, Das Gedicht.

als Herausgeberin und Übersetzerin
- Das Portrait meines Doppelgängers, Georgi Markov, Wieser Verlag, Klagenfurt, 2010
- Die Frauen von Warschau, Georgi Markov, Wieser Verlag, Klagenfurt, 2010 (zusammen mit Ines Sebesta)
- Zahlreiche Übersetzungen von Gedichten aus dem Bulgarischen, zum Beispiel in Akzente 4/2009 oder in Sinn und Form.

Vertonung und Aufführung einiger Gedichte der Komponistin Violeta Dinescu und des Komponisten Hans-Peter Dott.